# Прапор Затурців
Прапор Затурців затверджений 25 грудня 2003 року п'ятнадцятою сесією Затурцівської сільської ради п'ятого скликання.

## Опис
Квадратне полотнище, розділене горизонтально синьою хвилястою смугою з білими облямівками на червоне та зелене поля, посередині верхнього червоного — білий лапчастий хрест; співвідношення ширин верхньої, хвилястої та нижньої смуг дорівнює 3:1:2.